# Conseil de commandement militaire pour le salut de la République
Le Conseil de commandement militaire pour le salut de la République (CCMSR) est un groupe rebelle tchadien fondé en 2016.

## Histoire

### Fondation
Le Conseil de commandement militaire pour le salut de la République naît en juillet 2016 d'une scission du Front pour l’alternance et la concorde au Tchad (FACT) menée par Mahamat Hassan Boulmaye, ancien porte-parole de l'UFDD, et qui a rallié à lui les combattants  le groupe le plus important au sein des Tchadiens. À la fin des années 2010, le CCMSR est le plus important des groupes rebelles tchadiens.

### Composition
Le CCMSR compte dans ses rangs des vétérans des précédentes rébellions et des combattants plus jeunes et moins aguerris. Une grande partie de ses membres sont des anciens de l'UFR.
Le groupe compte en son sein plusieurs ethnies : les Toubous de la tribu des Goranes sont les plus nombreux, mais on y trouve également des Zaghawas, des Arabes du Tchad et des Ouaddaïs.

### Histoire
Le groupe s'établit d'abord dans le sud de la Libye et offre ses services au général Haftar en échange de véhicules, avant de finalement s'allier aux Brigades de défense de Benghazi (BDB),.
Sous la pression de l'Armée nationale libyenne (ANL) du maréchal Haftar, le CCMSR doit se replier durant l'été 2017 dans la bande d'Aozou au Tchad,.
En août 2017, le CCSMR revendique une attaque contre l'armée tchadienne qui coûte la vie à plus de 12 soldats tchadiens le 18 août, même s'il semble qu'il s'agissait en fait d'un convoi de trafiquants allant du sud de la Libye vers le Darfour, intercepté par l'armée tchadienne, et dont Hassan Boulmaye était chargé de la sécurité.
En mars 2018, le CCMSR subit plusieurs frappes aériennes effectuées par l'ANL.
Le 11 août 2018, le CCMSR attaque l'armée tchadienne dans la localité de Kouri Bougoudi, dans le Tibesti,.
Le 12 janvier 2019, il est attaqué à son tour dans cette même localité par le groupe rebelle darfouri du Mouvement pour la justice et l'égalité (MJE),.

### Commandement
En octobre 2017, Mahamat Hassan Boulmaye, devenu secrétaire général du Conseil du CCMSR, est arrêté, ainsi que le porte-parole du groupe Ahmat Yacoub Adam, aux environs d'Agadez au Niger,.
Le 6 décembre 2018, à l'issue d'une Assemblée générale qui s'est tenue dans le sud de la Libye, Mahamat Egrey Hally est désigné président et Kingabé Ougouzeïmi de Tapol vice-président, pour un mandat de trois ans. Le directeur de cabinet du CCMSR est Cheikh Tahir.

## Organigramme
Le 25 août 2018, le bureau politique suivant est nommé :